# Nancoman Keïta
Pour les articles homonymes, voir Keïta.
Nancoman Keïta est un homme politique malien.

## Biographie
Nancoman Keïta, membre du Rassemblement pour le Mali, est ministre de l’Environnement et de l’Assainissement de 2 mai 2004 au 3 mai 2007 au sein du gouvernement Ousmane Issoufi Maïga.
Il est l'époux de l'ancienne ministre Keïta Aïda M'Bo.